# Indira Nagar, Sedam
Indira Nagar là một làng thuộc tehsil Sedam, huyện Gulbarga, bang Karnataka, Ấn Độ.